# Cluedo – Das Mörderspiel
Cluedo – Das Mörderspiel war eine interaktive Krimishow des Privatsenders Sat.1 in Anlehnung an das weltbekannte Detektiv-Brettspiel Cluedo. Als Vorlage für die zwölf deutschen Episoden diente die australische Version der gleichnamigen Game-Show, welche 1992 bis 1993 auf dem Sender Nine Network gezeigt wurde.
In Deutschland wurde die Sendung von Gundis Zámbó moderiert und zunächst donnerstags um 20:15 Uhr ausgestrahlt. Auf Grund schwacher Einschaltquoten nahmen die Verantwortlichen die Show allerdings schon nach sieben Folgen aus dem Programm, um die restlichen fünf Episoden dann später im Sommer am Samstagnachmittag nachträglich zu senden. Die Musik der Sendung wurde von Martin Böttcher komponiert.
Schauplatz aller Kriminalfälle war stets Schloss Leonberg, bei welchem es sich in Wirklichkeit um Schloss Sünching bei Regensburg handelte. Als potenzielle Tatorte kamen in jeder Episode folgende Räumlichkeiten in Frage: Salon, Esszimmer, Bibliothek, Billardzimmer, Arbeitszimmer und Küche.
Sowohl die sechs Tatorte als auch die sechs Tatverdächtigen blieben in jeder Folge stets dieselben, nur Tatwaffen und Tatmotive variierten regelmäßig.
Das Schema der Sendung sah vor, das zunächst ein kurzer Film gezeigt wurde, welcher die Ankunft eines ungebetenen Gastes auf dem Schloss und die damit einhergehenden Tatmotive der sechs Verdächtigen darstellte. Danach konnte ausschließlich das Studiopublikum an der Aufklärung des Falles teilnehmen und die Verdächtigen, welche sich ebenfalls im Studio eingefunden hatten, zu den Geschehnissen befragen und Vermutungen aussprechen. Dies war damals eine Innovation im deutschen Fernsehen. Immer wieder wurde zwischen den Verhören zurück nach Schloss Leonberg geschaltet, wo Hauptkommissar Taller, gespielt von Heinz Weiss, den Mordfall in mehreren Etappen und Rückblenden auflöste. Zum Ende jeder Sendung legte dann der Täter schließlich ein Geständnis ab, wodurch alle noch ausstehenden Fragen zum Mord beantwortet wurden. Danach wurde der Gewinner, welcher als erster im Studio auf die richtige Kombination aus Täter, Tatwaffe und Tatort gekommen war, aus dem Publikum ermittelt. Beim Gewinn handelte es sich um eine Flugreise auf die Dominikanische Republik, auf die Balearen oder Kanaren.

## Episoden
| Folge | Titel                             |
| ----- | --------------------------------- |
| 1     | Künstlerpech                      |
| 2     | Schnüffler leben gefährlich       |
| 3     | Der letzte Kuss                   |
| 4     | Tödliches Training                |
| 5     | Die Stimme aus dem Jenseits       |
| 6     | First Lady                        |
| 7     | Ein Engel kommt selten allein     |
| 8     | ... Sänger                        |
| 9     | Eine heiße Story                  |
| 10    | Blut ist dicker als Wasser        |
| 11    | Machtwechsel auf Schloss Leonberg |
| 12    | Der falsche Gast                  |

## Episodeninhalt
01 Künstlerpech
Elisabeth von Porz, Erbin von Schloss Leonberg, will das Landleben hinter sich lassen und eine Galerie in der Stadt eröffnen. Dafür hat sie Kontakt mit dem Maler und Kunsthistoriker Karl de Vries aufgenommen, um durch ihn in der Kunstszene Fuß zu fassen. Doch der arrogante und kritische Maler zeigt sich während seines Aufenthaltes auf Leonberg nicht von seiner besten Seite, was dazu führt, dass er ermordet wird.
Gast: Karl Lieffen als Karl de Vries
Waffen: Fleischbeil, Ameisengift, Pistole, Palettenmesser, Schwarzpulver, Aschenbecher
Auflösung: Dr. Peter Blohm mit dem Aschenbecher in der Bibliothek

02 Schnüffler leben gefährlich
Gloria Thorbach ist überzeugt, das ihre Stiefmutter, Elisabeth von Porz, mit unlauteren Mitteln an das Erbe von Schloss Leonberg gekommen ist. Darum engagiert sie den zwielichtigen Privatdetektiv Harry Schulz, welcher alle Bewohner des Schlosses gründlich durchleuchten soll. Doch seine erpresserischen Schnüffeleien und flegelhaften Manieren bleiben nicht ungestraft und so muss auch er sein Leben lassen.
Gast: Rolf Zacher als Harry Schulz
Waffen: Taschenmesser, Pillen, Klaviersaite, Kordel, Nachtschattengebräu, Polsterkissen
Auflösung: Gloria Thorbach mit dem Polsterkissen in der Bibliothek.

03 Der letzte Kuss
Vor der romantischen Kulisse Schloss Leonbergs will Julia von Gatow, die Tochter des Obersts und Freundin von Gloria, ihrem Verlobten Sascha das Jawort geben. Allerdings scheinen weder Braut noch Bräutigam mit ihrer Beziehung und der nahenden Hochzeit zufrieden zu sein. Sowohl Sascha als auch Julia entdecken kurzerhand unter den Schlossbewohnern alte Liebschaften wieder, welche letztlich zu einem Mord führen.
Gäste: Hansa Czypionka als Sascha Janitz und Maja Maranow als Julia von Gatow
Waffen: Tortenfigur, Pfeil und Bogen, Rattengift, Fleischmesser, Lederband, Schürhaken
Auflösung: Baronin von Porz mit der Tortenfigur im Salon.

04 Tödliches Training
Dr. Thomas Brand, genannt „The Beautiful Tom“, tritt auf Schloss Leonberg sein Training an und ist wildentschlossen die gesamte Schlossgemeinschaft fit zu machen. Allerdings stoßen die sehr fragwürdigen Ernährungs- und Entspannungsmethoden des selbstverliebten Fitness-Gurus bei seinen Schützlingen nicht gerade auf große Begeisterung, was zur Folge hat, das aus Sport tatsächlich Mord wird.
Gast: Claus Theo Gärtner als Dr. Thomas Brand
Waffen: Springseil, Schweißband, Hantel, Dopingpillen, Glaspyramide, Mousse au Chocolat
Auflösung Dr. Peter Blohm mit der Hantel in der Bibliothek.

05 Die Stimme aus dem Jenseits
Geisterstunde auf Schloss Leonberg. Die geheimnisvolle Hellseherin Madame Desiree ist zu Gast in dem alten Gemäuer und bemüht die Schlossbewohner durch geschickte Intrigen um den Finger zu wickeln. Doch ihre angeblichen übersinnlichen Fähigkeiten sind nichts als Betrug und Schwindelei, welche der undurchsichtigen Dame zu guter Letzt sogar das Leben kosten.
Gast: Ingrid van Bergen als Madame Desiree
Waffen: Brieföffner, Pistole, Gift, Urne, Keule, Lederriemen
Auflösung: Pfarrer Clemens Grün mit der Keule in der Bibliothek.

06 First Lady
Bundesminister Harald Perkuhn gibt sich auf Schloss Leonberg die Ehre, um bei seiner alten Freundin Baronin von Porz Urlaub zu machen. Niemand ahnt zunächst, das der rücksichtslose Jurist auf Leonberg nicht nur Ruhe und Erholung, sondern auch eine „First Lady“ sucht, welche er für sein Ansehen als führender Politiker benötigt. Allerdings endet dieser Heiratsantrag tödlich.
Gast: Karl Michael Vogler als Harald Perkuhn
Waffen: Gewehr, Bombe, Unkrautvernichter, Pistole, Champagnerflöten, Briefbeschwerer
Auflösung: Gloria Thorbach mit dem Unkrautvernichter im Arbeitszimmer.

07 Ein Engel kommt selten allein
Völlig verängstigt steht eines Tages die wunderschöne Isabelle Engel, in der Obhut von Pfarrer Clemens, vor den Toren von Schloss Leonberg. Sie ist auf der Flucht vor ihrem gewalttätigen Vater und will bei der Baronin Schutz und Zuflucht suchen. Dummerweise erfährt jedoch Robert Engel schon bald davon und folgt seiner Tochter heimlich aufs Schloss. Doch dann verschwindet der aufbrausende Vater so plötzlich wie er aufgetaucht ist.
Gäste: Silvia Seidel als Isabelle Engel und Herbert Fux als Robert Engel
Waffen: Engelsstatue, Haarband, Bleichmittel, Fleischgabel, Gewehr, Kaminschaufel
Auflösung: Pfarrer Clemens Grün mit der Fleischgabel im Billardzimmer.
Trivia: Die spätere Moderatorin Vera Int-Veen hat in dieser Folge als Publikumsgast 20 einen kurzen Auftritt.

08 ... Sänger
Heavy-Metal Sänger Axeman Hackett erleidet auf der Landstraße einen Motorradunfall und wird zur Pflege in Schloss Leonberg aufgenommen. Doch schon nach kurzer Zeit gefällt es dem groben und lärmenden Musiker auf dem herrschaftlichen Anwesen so gut, dass er gar nicht mehr wegwill und sich dort sogar häuslich niederlässt. Alle Versuche, Hackett wieder loszuwerden, scheinen vergeblich, bis er schließlich eines Morgens tot aufgefunden wird.
Gast: Martin Semmelrogge als Axeman Hackett
Waffen: Goldene Schallplatte, Zahnseide, Erkennungsmarke, Stimmgabel, Kerzenleuchter, Giftpilze
Auflösung: Gloria Thorbach mit der Stimmgabel im Billardzimmer.

09 Eine heiße Story
Während auf Schloss Leonberg die Vorbereitungen für ein großes Picknick laufen, soll die Reporterin Sybille Richter, einen Artikel über Giftschlangen schreiben, welche Dr. Blohm gerade in Pflege hat. Doch noch bevor das Picknick so richtig losgehen kann, ist es auch schon wieder zu Ende, denn die nörgelnde Reporterin wird völlig überraschend ermordet.
Gast: Lisa Fitz als Sybille Richter
Waffen: Schlange, Wagenheber, Geflügelschere, Gewehr, zerbrochene Flasche, Verlängerungskabel
Auflösung: Oberst von Gatow mit der Schlange im Salon.

10 Blut ist dicker als Wasser
Unter dem Deckmantel einer Versöhnung folgt Peter Blohms verhasster Bruder Erich der Einladung Glorias nach Leonberg. Dort hat er nichts Besseres zu tun, als Streit und Zwietracht zwischen den Schlossbewohnern zu säen. Niemand hätte gedacht, dass der freundliche und besonnene Peter so einen schrecklichen Bruder hat und dass dieser auch noch prompt ermordet werden würde.
Gast Manfred Lehmann als Erich Blohm
Waffen: Messer, Pistole, Gewehr, Reitgerte, Hammer, Fleischbeil
Auflösung: Oberst von Gatow mit der Pistole in der Küche.

11 Machtwechsel auf Schloss Leonberg
Die Baronin von Porz ist überglücklich, denn sie hat endlich den Mann fürs Leben gefunden. Aber dann kommt die reizende Schlossgesellschaft dahinter, das der ach so charmante Andreas Stock nicht der ist, für den er sich ausgibt. Als er dann schließlich auch noch mit Gloria im Bett landet, läuft das Fass endgültig über und mit dem gerissenen Hochstapler wird schnell kurzer Prozess gemacht.
Gast: Klaus Wildbolz als Andreas Stock
Waffen: Kordel, Messer, Rattengift, Statue, Uhr, Gewehr
Auflösung: Baronin von Porz mit der Uhr im Arbeitszimmer.

12 Der falsche Gast
Unverhofft betritt eines Abends die elegante Jetsetterin Martina May Schloss Leonberg und stellt sich der Baronin als Vertreterin des Wohltätigkeitsvereins vor. Dieser Besuch freut besonders Oberst von Gatow und Peter Blohm, welche beide sichtlich angetan von der attraktiven Frau sind. Keiner von ihnen ahnt jedoch, das Martinas eigentliches Ziel ein Stapel brisanter Papiere ist, welche im Schloss versteckt wurden. Auf der Suche danach, wird sie Opfer eines Mordes.
Gast: Jutta Speidel als Martina May
Waffen: Seidenstrumpf, zerbrochene Flasche, Pistole, Schere, Gift, Grillspieß
Auflösung: Oberst von Gatow mit dem Grillspieß im Esszimmer.